# Ulochlaena hirta
Ulochlaena hirta ist ein Schmetterling (Nachtfalter) aus der Familie der Eulenfalter (Noctuidae). 

## Merkmale

### Falter
Zwischen den beiden Geschlechtern besteht ein starker Sexualdimorphismus. Die männlichen Falter erreichen eine Flügelspannweite von 21 bis 35 Millimetern. Die Vorderflügel sind graubraun bis rotbraun gefärbt und zeigen eine sehr kontrastreiche Zeichnung. Das Saumfeld sowie die äußere Begrenzung des Mittelfeldes sind ebenso wie die Adern milchig weiß bis gelbbraun gefärbt. Zapfen-, Ring- und Nierenmakel heben sich deutlich ockerfarben hervor. Die Hinterflügel sind nahezu zeichnungslos und zumeist blass gelbgrau gefärbt. Die flugunfähigen Weibchen haben nur sehr kurze braune Flügelstummel, auf denen die Makel zuweilen als helle Schatten zu erkennen sind. Sie haben eine plumpe Körperform und sind kurz graubraun behaart. Die Fühler sind fadenförmig.

## Geographische Verbreitung und Lebensraum
Die Verbreitung von Ulochlaena hirta reicht von einigen lokalen Plätzen in Südosteuropa und dem Mittelmeerraum Richtung Osten über die Türkei, den Iran und das Kopet-Dag-Gebirge bis zum Südural. Die Tiere sind hauptsächlich in offenen, warmen und trockenen Gebieten sowie Gebüschlandschaften anzutreffen. 

## Lebensweise
Die nachtaktiven Falter leben in einer Generation von Mitte Oktober bis Ende Dezember. Sie besuchen selbst in frostigen Nächten in Anzahl künstliche Lichtquellen. Die Raupen leben tagsüber in der Erde versteckt, ernähren sich von dem Wurzeln verschiedener Gräser und sind im April ausgewachsen. Sie verpuppen sich in der Erde. Die Art überwintert als Ei.